# 127 (число)
Вижте пояснителната страница за други значения на 127.
127 (сто двадесет и седем) е просто, естествено, цяло число, следващо 126 и предхождащо 128.
Сто двадесет и седем с арабски цифри се записва „127“, а с римски цифри – „CXXVII“. 127 е на 31-во място в реда на простите числа (след 113 и преди 131). Числото 127 е съставено от три цифри от позиционните бройни системи – 1 (едно), 2 (две), 7 (седем).

## Общи сведения
- 127 е нечетно число.
- 127-ият ден от годината е 7 май.
- 127 е година от Новата ера.

## Любопитни факти
- Езерото Имандра е на 127 m надморска височина.